# Freddie Frinton
Freddie Frinton, ursprungligen Frederick Bittener Coo, född 17 januari 1909 i Grimsby, Lincolnshire, Storbritannien, död 16 oktober 1968 i London, var en brittisk komiker och skådespelare. Han är främst känd för sin roll som betjänten James i sketchen Grevinnan och betjänten.

## Biografi
Freddie Frinton föddes som utomäktenskaplig son till en sömmerska och han uppfostrades av fosterföräldrar. Han började arbeta på en fiskfabrik där han ska ha underhållit kamraterna med parodier och skämt. Han avskedades och började inom music hall (vaudeville) och tog namnet Freddie Frinton.
Under andra världskriget fick han ett litet genombrott som komiker. I Blackpool spelade han 1945 i Grevinnan och betjänten för första gången. Han var tvungen att betala royalty varje gång han framförde sketchen, så på 1950-talet köpte han rättigheterna till sketchen, något som skulle visa sig vara ett bra beslut.
Frintons tv-version av Grevinnan och betjänten, inspelad 1963, har kommit att bli en nyårstradition i bland annat Sverige (sedan 1976), Danmark, Finland, Estland, Tyskland, Luxemburg, Österrike, Schweiz, Australien och Sydafrika. I Norge sänds sketchen alltid den 23 december. Programmet och Freddie Frinton är dock i stort sett helt okända i Storbritannien.
Freddie Frinton spelade i den brittiska komediserien Meet the Wife, i 40 avsnitt 1963–1966 (frun spelades av Thora Hird). Serien omnämns i Beatleslåten "Good Morning, Good Morning" i meningen "It's time for tea and Meet the Wife".
Freddie Frinton, som kom att bli känd för roller där han spelade alkoholpåverkad, var dock själv absolutist.
I oktober 1968 avled Frinton plötsligt i en hjärtattack, 59 år gammal. Han begravdes på Westminster Cemetery, Uxbridge Road, Hanwell, London.